# Selimus placens
Selimus placens är en spindelart som först beskrevs av John Blackwall 1877.  Selimus placens ingår i släktet Selimus och familjen klotspindlar.
Artens utbredningsområde är Seychellerna. Inga underarter finns listade i Catalogue of Life.